# The Vagabond Lover
The Vagabond Lover é um filme estadunidense de 1929 do gênero comédia musical, dirigido por Marshall Neilan e estrelado por Rudy Vallee e Sally Blane. O crooner Vallee não era bom ator, mas as plateias queriam vê-lo, e à sua banda Connecticut Yankees, daí o filme ter sido um grande sucesso.
O destaque no elenco é Marie Dressler, como a rica herdeira que tripudia dos presunçosos pseudointelectuais de Long Island.
Rudy Vallee canta cinco canções, entre elas I'm Just a Vagabond Lover, escrita por ele mesmo, em parceria com Leon Zimmerman.

## Sinopse
Músico do interior faz curso por correspondência com o assim chamado "Rei do Saxofone" e decide ir conhecê-lo em Long Island. Desprezado pelo ídolo, ele faz sucesso ao fingir que é o Rei. Mais tarde é devidamente desmascarado, mas tudo acaba bem.

## Elenco
| Ator/Atriz     | Personagem                     |
| -------------- | ------------------------------ |
| Rudy Vallee    | Rudy Bronson                   |
| Sally Blane    | Jean Whitehall                 |
| Marie Dressler | Ethel Bertha Whitehall         |
| Charles Sellon | George C. Tuttle               |
| Nella Walker   | Senhora Whittington Todhunter  |
| Eddie Nugent   | Sport                          |
| Danny O'Shea   | Sam                            |
| Malcolm Waite  | Ted Grant, o "Rei do Saxofone" |
| Alan Roscoe    | Empresário de Grant            |